# دشت مازه
دشت مازه، روستایی از توابع بخش مرکزی شهرستان کهگیلویه در استان کهگیلویه و بویراحمد ایران است.
مردم شناسی

## جمعیت
این روستا در فاصله حدود 12 کیلومتری شمال شرقی دهدشت قرار دارد. تمام ساکنان این روستا از سادات (عباسی رضا توفیق) هستند 
و دارای روحانیون معروفی  بودند مانند میرحیدر رضوی ، سید ابول رضوی سید الله مراد رضوی .
براساس سرشماری مرکز آمار ایران در سال ۱۳۸۵، جمعیت آن ۳۲۸ نفر (۶۳خانوار) بوده‌است.در حال حاضر (سال 1397) جمعیت آن  ۳۵۰ نفر است.